# Balkissa Chaibou
Balkissa Chaibou (Nigèria, 1995) és una dona que va escapar de casa seva als setze anys perquè la volien casar amb un cosí seu. Va ser promesa als dotze anys i va intentar posar condicions al seu matrimoni, però les seves condicions no varen ser respectades. Després d'un judici que li va donar la raó, va sofrir amenaces i va haver de fugir de casa seva. Finalment, però, va poder tornar i seguir estudiant com era el seu desig. El 2019 estudiava el grau de medicina.